# خمیس عبدالله سیف‌الدین
خمیس عبدالله سیف‌الدین (عربی: خميس عبدالله سيف الدين؛ زادهٔ ۱ فوریهٔ ۱۹۷۶) دونده دو نیمه‌استقامت سودانی‌تبار اهل قطر بود.